# Uglješa Šajtinac
Uglješa Šajtinac (serbisch-kyrillisch: Угљеша Шајтинац; * 1. Oktober 1971 in Zrenjanin, Sozialistische Föderative Republik Jugoslawien) ist ein serbischer Dramatiker und Schriftsteller.

## Leben und Werk
Šajtinac ist der erste serbische Dramatiker, von dem ein Stück zuerst im englischen Sprachraum uraufgeführt worden ist. Das Stück Huddersfield entstand nach seinem Aufenthalt in der gleichnamigen englischen Stadt im Jahre 2000, wo sein Stück Der Requisiteur beim Festival zeitgenössischer europäischer Theaterstücke der Universität Huddersfield als szenische Lesung vorgestellt wurde. Die englische Fassung von Huddersfield wurde 2004 am West Yorkshire Play House in Leeds uraufgeführt und die serbische Erstaufführung fand 2005 am Belgrader Jugoslawischen Drama Theater  statt. Huddersfield wurde als bestes zeitgenössisches Stück des Jahres beim Theaterfestival Sterijino pozorje 2005 mit dem Sterijina-Preis ausgezeichnet. Er war auch als Co-Autor am Drehbuch für den gleichnamigen serbischen Film aus dem Jahr 2007 beteiligt. Die deutschsprachige Erstaufführung des Stückes fand 2005 an der Berliner Volksbühne unter der Regie des in Deutschland lebenden Regisseurs und Theaterpädagogen Predrag Kalaba statt.
Der Sohn einer Schauspielerin und eines Schriftstellers, Dramatikers und Poeten studierte Dramaturgie an der Belgrader Universität der Künste und schloss 1999 mit Diplom ab. Von 2003 bis 2005 war er Dramaturg am Serbischen Nationaltheater in Novi Sad und seither ist er Professor für Dramaturgie an der Akademie der Künste der Universität Novi Sad. Šajtinac erhielt 2014 den Literaturpreis der Europäischen Union und den Andrić-Preis, 2018 war er der Gewinner des Isidora-Sekulić-Preises 2017 für das Buch Die Frau aus Juárez mit Kurzgeschichten über individuelle Erlebnisse von Migranten vor dem Hintergrund politischer Ursachen.
Šajtinac gehörte mit Kerstin Specht und Robert Woelfl zu den insgesamt zehn Autoren des von den Wiener Wortstaetten im Jahr 2008 initiierten internationalen Autorentheaterprojekts Donaudrama. Künstlerisches  Ergebnis des Projekts war das Stück Donaudrama oder schrecklicher Kaffee, billige Zigaretten, 2010 uraufgeführt vom slowakischen Divadlo bez domova (Theater ohne Heimat) im Studio 12 in Bratislava.
Die Heimatregion des Künstlers ist der Schauplatz der Handlung seines Stückes Banat, das vom Zusammenleben der Serben und Serbiendeutschen der Vojvodina und ihrem politischen Verhalten im Autonomen Banat während des Zweiten Weltkriegs anhand von Einzelschicksalen verschiedenster Figuren erzählt. Bei der Leipziger Buchmesse 2012 ist das Stück in einer szenischen Lesung erstmals auf Deutsch vorgestellt worden. Über die künstlerische Aussage seines Stückes schrieb der Autor:„Was ich sagen wollte, ist, dass das Banat die Geschichte der Menschen ist, die auf dem Weg nach Hause exekutiert wurden ... Was ist mit meiner Generation? Warum müssen wir uns diese ewigen Fragen stellen? Warum wurden einige umgebracht und andere nicht? Warum habe ich überlebt?“.
Stefan Teppert, der sich in Verbänden, Vereinen und Kulturstiftungen der Vertriebenen engagiert, schreibt dazu: durch die Parallelisierung der zwei großen Trugbilder des 20. Jahrhunderts, des Kommunismus und des Nationalsozialismus, gelingt es dem Dramatiker, eine starke Ambivalenz aufrechtzuerhalten und ein relativ unparteiisches, aufklärendes und vielschichtiges Drama vorzulegen, das Verstrickung und Schuld nicht nur auf einer Seite sucht, und in einer Rezension der Siebenbürgischen Zeitung ist anerkennend angemerkt worden, dass sich der junge Dramatiker mit dem Thema undoktrinär auseinandersetzt. In der Theaterkritik des Vreme heißt es hinsichtlich des Themas: Das Schicksal der Deutschen aus der Vojvodina liefert sicherlich starkes dramatisches Material. Eine ganze ethnische Gemeinschaft wird bestraft, ohne die individuelle Verantwortung genau zu bestimmen, obwohl es eine Tatsache ist, dass ein bedeutender Teil davon freiwillig oder unfreiwillig, passiv oder aktiv an einem kriminellen politischen Projekt teilgenommen hat. Šajtinac hat zum Thema auch den Essay Die Unmöglichkeit eines gemeinsamen Schicksals geschrieben, publiziert in einem dreisprachigen Buch, das mit Unterstützung der Münchener Donauschwäbischen Kulturstiftung in Serbien inklusive DVD eines Dokumentarfilms herausgegeben worden ist.
Šajtinac ist auch ein anerkannter Kinderbuchautor, 2014 erhielt er den Literaturpreis 2013 des Politikin zabavnik für sein Kinderbuch Čarna i Nesvet, einer Fabel über eine Krähe und einen Regenwurm. Sein Kinderbuch Eine Bande unerwünschter Haustiere hat die Internationale Jugendbibliothek München in ihren White Ravens Katalog empfehlenswerter Kinder- und Jugendliteratur aufgenommen, der während der Buchmesse Frankfurt 2019 präsentiert worden ist.

## Bibliografie (Auswahl)
Romane und Erzählungen
- Čuda prirode (Wunder der Natur), Kurzgeschichten, Književna omladina Srbije, Belgrad 1993, ISBN 86-7343-036-4.
- Vok on! : manifest razdraganog pesimizma (Walk on!: Manifest des fröhlichen Pessimismus), Narodna knjiga – Alfa, Belgrad 2007, ISBN 978-86-331-2655-7.
- Sasvim skromni darovi (Ganz bescheidene Geschenke), Roman, Arhipelag, Belgrad 2011, ISBN 978-86-523-0010-5.
- Banatorijum (Banatorium), Kurzgeschichten, Arhipelag, Belgrad 2014, ISBN 978-86-523-0122-5.
- Žena iz Huareza (Die Frau aus Juárez), Kurzgeschichten, Arhipelag, Belgrad 2017, ISBN 978-86-523-0233-8.

Theaterstücke
- Rekviziter (Der Requisiteur), Uraufführung am Belgrader Drama Theater, 1999.
- Huddersfield, Theaterstück, Uraufführung am Leeds Play House, 2004.
- Hadersfild, Theaterstück, serbische Premiere am Jugoslovensko dramsko pozorište (JDP), 2005; Gastspiel im Theater Akzent Wien, 2012.[15]
- Banat (Banat), Theaterstück, Uraufführung am Jugoslawischen Drama Theater (JDP), 2007.
- 4 komada (Vier Theaterstücke), Mali Nemo, Pancevo 2014, ISBN 978-86-7972-089-4.

Kinderbücher
- Vetruškina ledina (Falkenlichtung), Studentski kulturni centar, Novi Sad 2005, ISBN 86-85983-03-7.
- Čarna i Nesvet (Die Krähe Čarna und der Regenwurm Nesvet), Pčelica, Čačak 2013, ISBN 978-86-6089-402-3.
- Banda neželjenih ljubimaca (Eine Bande unerwünschter Haustiere), Pčelica izdavaštvo, Čačak 2017, ISBN 978-86-6089-724-6.[16]

Übersetzungen
- Дуже скромні дари (Ganz bescheidene Geschenke, übersetzt von Kateryna Kalytko), Tempora, Kiew 2016, ISBN 978-617-569-276-9.
- Doni modesti (Bescheidene Geschenke, übersetzt von Ljiljana Avirović[17]), Atmosphere libri, Rom 2016, ISBN 978-88-6564-186-6.